# Saint-Ulphace
Saint-Ulphace ist eine französische Gemeinde mit 223 Einwohnern (Stand: 1. Januar 2022) im Département Sarthe in der Region Pays de la Loire. Sie gehört zum Arrondissement Mamers und zum Kanton Saint-Calais. Die Einwohner werden Saint-Ulphaciens genannt.

## Geographie
Saint-Ulphace liegt etwa 50 Kilometer ostnordöstlich von Le Mans. 
Nachbargemeinden von Saint-Ulphace sind Théligny im Norden und Westen, Saint-Bomer im Norden, Authon-du-Perche mit Soizé im Norden und Osten, La Bazoche-Gouet im Osten und Südosten sowie Gréez-sur-Roc im Süden und Südwesten.

## Bevölkerungsentwicklung
| Jahr                      | 1962 | 1968 | 1975 | 1982 | 1990 | 1999 | 2006 | 2013 |
| Einwohner                 | 421  | 376  | 288  | 240  | 185  | 189  | 215  | 244  |
| Quelle: Cassini und INSEE |      |      |      |      |      |      |      |      |

## Sehenswürdigkeiten
- Kirche Saint-Ulphace aus dem 15. Jahrhundert, seit 2003 Monument historique

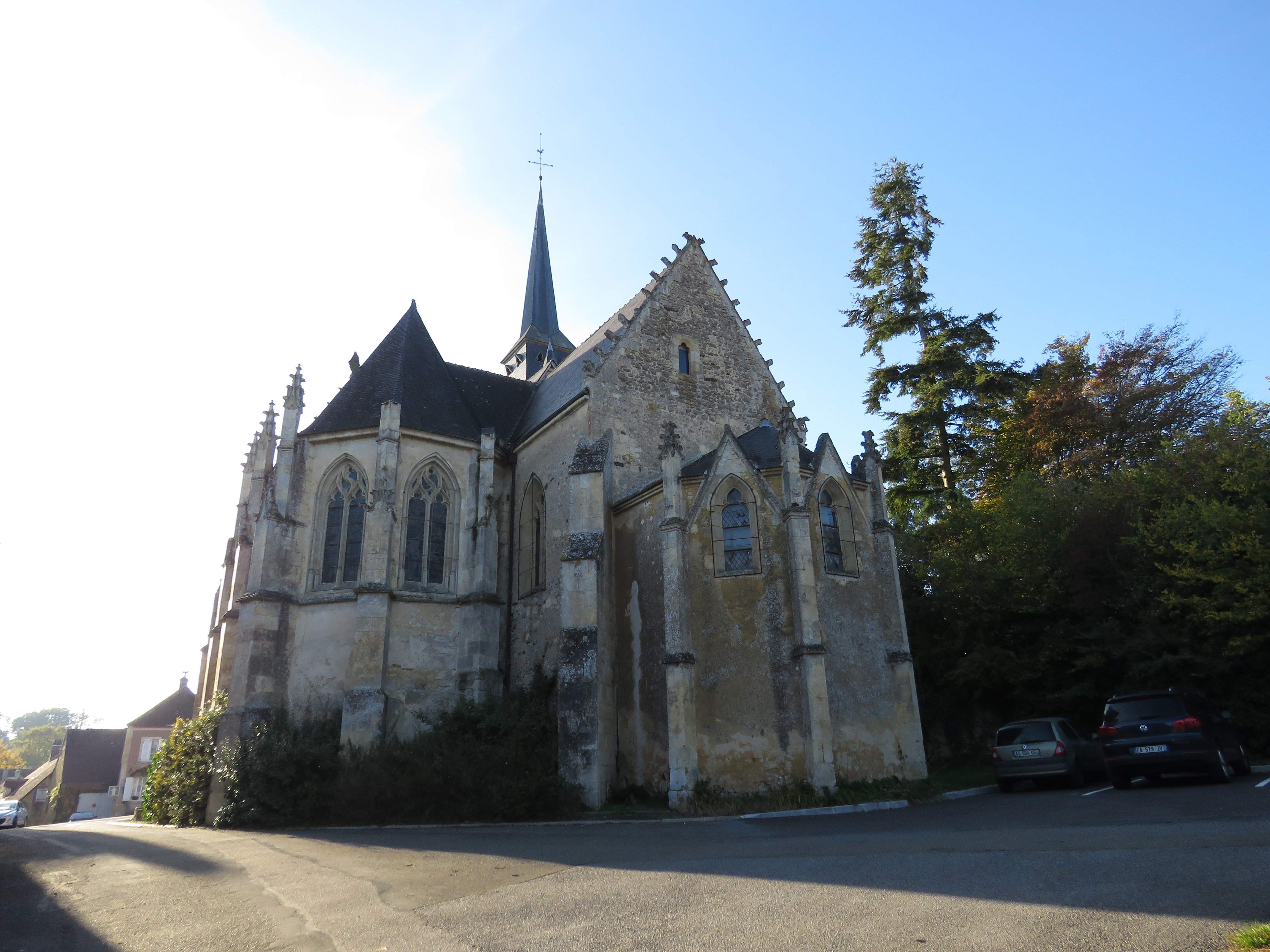
Kirche Saint-Ulphace

- Schloss Gemasse